# آی‌پد پرو (نسل دوم)
در تاریخ ۵ ژوئن ۲۰۱۷، نسل دوم آی‌پد پرو معرفی شد که دارای پردازنده‌های A10X Fusion است و گزینه‌های ذخیره‌سازی آن ۶۴ گیگابایت و ۵۱۲ گیگابایت است. نمایشگرهای به روز شده شامل نسخه ۱۰/۵ اینچی برای جایگزینی مدل ۹/۷ اینچی هستند در حالی که نسخه ۱۲/۹ اینچی تازه شده بود. به دنبال این اعلامیه، هر دو مدل نسل اول آی‌پد پرو متوقف شدند.

## امکانات
نسل دوم آیپد پرو در ۵ ژوئن ۲۰۱۷ همراه با آی او اس ۱۱ در WWDC ۲۰۱۷ معرفی شد. نسل دوم آی‌پد نرم‌افزار مدل، در ۱۰٫۵ اینچی و ۱۲٫۹ اینچی، یک A10X CPU هگزا هسته ای و با پردازنده گرافیکی ۱۲ هسته ای، اپل فناوری صفحه نمایش ارتقاء که پشتیبانی از محتوای HDR10 و صدای دالبی چشم‌انداز (با آی او اس ۱۱ یا بالاتر) با ۱۲۰ نرخ تازه سازی هرتز و صفحه نمایش تروتون آنها ۵۰ درصد از مدل‌های قبلی روشن‌تر است. هر دو اندازه همچنین دارای یک دوربین ۱۲ مگاپیکسلی در پشت با فلش quad-LED True-Tone و یک دوربین ۷ مگاپیکسلی در جلو با رِتینا فلش هستند. آنها دارای سرعت اتصال USB-C با استفاده از کابل‌های لایتنینگ، با پشتیبانی از شارژ سریع USB-C هشتند نسل دوم آیپد پرو ظرفیت ذخیره‌سازی تا ۵۱۲ گیگابات را دارد (۱ گیگابایت = ۱ میلیارد بایت).